# Osvaldo Guidi
Osvaldo Oreste Guidi (ur. 10 marca 1964 w Máximo Paz, zm. 17 października 2011 w Buenos Aires) – argentyński aktor teatralny, telewizyjny i filmowy, dyrektor teatru dramatycznego. Wystąpił w roli Bernarda Avelleyra w telenoweli Zbuntowany anioł, produkowanej w latach 1998–1999 przez argentyński kanał telewizyjny TeLeFe.

## Życiorys

### Wczesne lata
Urodził się w Máximo Paz w prowincji Santa Fe w Argentynie. Już od dziecka interesował się aktorstwem. Gry aktorskiej uczył się u renomowanych aktorów i reżyserów, takich jak m.in. Agustín Alezzo, Lito Cruz, Augusto Fernández, Carlos Gandolfo czy Alberto Ure. Studiował także pedagogikę teatru u Raúla Serrana i Joy Morrisa.

### Kariera
Był już cenionym aktorem teatralnym, zanim w 1984 trafił na ekran telewizyjny w telenoweli Canal 13 Dos vidas y un destino. Za rolę chorego na AIDS Sebastiána Aguirre w argentyńskiej telenoweli Canal 13 Celeste (1991) u boku aktorki Andrei del Boca i Gustavo Bermúdeza, otrzymał w 1992 nagrodę APTRA Martin Fierro za najlepszą rolę drugoplanową. Obierając statuetkę stwierdził, że był pierwszym aktorem, „który grał śmiertelnie chorą osobę w telewizji”. W 1992 po raz kolejny spotkał się z Andreą del Bocą w roli głównej na planie telenoweli Antonella. Potem pracował w teatrze jako nauczyciel, aktor, autor, a także reżyser.
W 1998 powrócił na mały ekran wcielając w rolę Bernarda Avelleyra w telenoweli Zbuntowany anioł z Natalią Oreiro i Facundo Araną.

## Śmierć
17 października 2011 w wieku 47 lat Osvaldo Guidi popełnił samobójstwo; powiesił się w swojej szkole teatralnej w Buenos Aires, gdzie również mieszkał. Powodem decyzji o odebraniu sobie życia był brak otrzymania w ciągu ostatnich 12 lat żadnej roli na miarę jego możliwości i dotychczasowych sukcesów w Celeste i Zbuntowanym aniele, a także zapomnienie przed kamerami. Guidi nie mógł pogodzić się z faktem, że nie odnosi sukcesów w dziedzinie, której poświęcił życie.

W dniu śmierci napisał na swoim profilu na Facebooku słowa: 

Wiem co to sukces, nagrody, ciemne strony nagród. Ja jedyny mogę cokolwiek dla siebie zrobić. (Viví el éxito, los premios, los castigos de los premios, yo soy el único que puede hacer algo por mí)

## Filmografia

### Filmy
- 1979: Contragolpe
- 1980: Canción de Buenos Aires
- 1982: Plata dulce
- 1998: Tango (Tango, no me dejes nunca)
- 2000: Apariencias jako gej
- 2000: Sin reserva
- 2004: Peligrosa obsesión

### Produkcje telewizyjne
- 1987: Stellina (hiszp. Estrellita mia)
- 1988: La bonita página
- 1988: De carne somos
- 1989: Rebelde
- 1991: Manuela
- 1991: Chiquilina mía
- 1991: Celeste
- 1992: Antonella
- 1993: Zona de riesgo
- 1993: Casi todo casi nada
- 1994: Milagros[a]
- 1994: Con alma de tango
- 1994: Más allá del horizonte
- 1995: Poliladron
- 1996: Chiquititas (nieemitowana w Polsce)
- 1999: Zbuntowany anioł (hiszp. Muñeca brava)
- 2000: Primicias
- 2000: Amor latino
- 2002: Infieles
- 2003: Resistiré
- 2003: Costumbres argentinas
- 2004: La niñera
- 2005: Hombres de honor
- 2005: Casados con hijos
- 2005: Amor mío
- 2006: Chiquititas[b]
- 2006: Se dice amor

## Teatr

### Obsada aktorska
- El enfermo imaginario (na podstawie sztuki Molieraa Chory z urojenia)[11]
- Feizbuk Stars (reż. José Marí Muscari)[12][13]
- Escoria (na podstawie książki Isaaca Bashevisa Singera, niepublikowanej w Polsce)[14]
- Partes iguales (na podstawie książki Gonzalo G. Djembé, niepublikowanej w Polsce)[15]
- Que siga la milonga[16]
- Cyrano de Bergerac (na podstawie sztuki Edmonda Rostanda w Polsce wydanej pod tytułem oryginalnym)[17]
- Volpone y el zorro (na podstawie sztuki Bena Jonsona w Polsce wydanej pod tytułem Volpone albo lis)[18]
- Scapino (na podstawie sztuki Szelmostwa Skapena autorstwa Moliera)[19]

### Reżyseria
- Ibseniana[20]
- Tango mortal[21]
- Milonga de ángeles
- Sexo necesidad maldita
- Yepeto